# Dialektika
Dialéktika (grško διαλεκτική: dialektiké - argumentacija, veščina razpravljanja, razgovor) ) veščina razpravljanja oziroma preiskovanja bivajočega, po kateri se iz razcepa med določeno tezo, za katero se zdi, da je sprva smiselno opredeljena, preide preko spodbijanj in dokazovanja protislovij v tezi sami (antiteza) do novega, nadgrajenega odgovora (sinteza), ki odpravlja notranja protislovja prvih dveh tez.  Skozi zgodovino filozofije je dobivala različne pomenske poudarke v razponu od veščine razpravljana do ontološkega (in na meji filozofije tudi teološkega) vedenja o resnici in bivajočem. Dialektika je svoj vrhunec kot vseobsegajoči svetovnozgodovinski proces dosegla s Heglovim objektivnim idealizmom ter nadaljnjo izpeljavo z Marxovim dialektičnim materializmom.
Izhodiščne opredelitve dialektike:
1. V antični Grčiji je bila to oblika razpravljanja, nekakšna igra, pri kateri so zastavljali vprašanja in nanje večinoma odgovarjali z da ali ne. Dialektika je tudi veščina diskurza, pri katerem se potrjujejo ali zavračajo predpostavke in sogovorniki na tak način odkrivajo resnico. Zgodnji klasični filozofski teksti so uporabljali dialoge kot dramatično sredstvo predajanja idej. Dve ali več oseb s poklicnim, etičnim ali življenjskim prepričanjem sodelujejo v pogovoru z osebo, ki ima prepričanje, ki ni povsem običajno za sogovornika.
2. V srednjem veku dialektika ni več pomemben del filozofske šole, je pa pomemben del šolanja mladine, tako da sv.Avguštin še uporablja dialoge kot način prenašanja idej. To pa je vedno manj običajno, večina filozofije se naslanja na Aristotela in tako večinoma le razporejajo in urejajo že obstoječe znanje v notranje logično besedilo in notranje logično sklepanje. Na podoben način se lotevajo tudi tem, kjer se lotevajo abstraktnih idej, torej so nasprotovanja izražena v piscu samem.
3. Kant je o dialektiki spregovoril v delu Kritika čistega razuma, v katerem je omenjal transcedentalno dialektiko, kar je uporabil v kontekstu iluzij, ki ogrožajo človeški razum. Dialektika je v tem pomenu napačno razumevanje oziroma razmišljanje, pri čemer razum doseže neutemeljeno trditev o sebi (self), o svetu in o Bogu.
4. Hegel je dialektiko razumel kot proces, medsebojno nasprotovanje med tezo in antitezo, ki teži k razrešitvi oziroma sintezi. Slednja predstavlja stadij, v katerem sta oba elementa še vedno prisotna, toda medsebojno pomirjena.

Prvotni pomen dialektike je bil torej drugačen, kot so jo kasneje razumeli številni filozofi. V antični Grčiji je bila to nekakšna veščina odkrivanja protislovij in razreševanja le-teh. Že Heraklit Mračni in Aristotel, kasneje pa tudi Nikolaj Kuzanski (zlasti v njegovem učenju Coincidentia oppositorum), Francis Bacon, Descartes, Spinoza, Leibniz, Kant in Hegel so imeli povsem drugačno razumevanje dialektike, ki po njihovem postane razumevanje splošnih zakonitosti menjanja, razvoja in nasprotij znotraj zgodovinskih sklopov, pa tudi spoznavni proces celotne ontološke strukture sveta. Hegel jo je razglasil za absolutno metodo spoznanja totalnosti. Zaradi nasprotujočih razlag same dialektike se to področje vedno misli v celoti na novo.  
Pomemben del antične dialektike diskurza povzema Bertrand Russell kot uravnavanja javnega diskurza. 

## Heglova dialektika
Hegel je dialektiko, ki so jo poznali tudi drugi filozofi, povzdignil in ji dal status načela zgodovinske razlage. Hegelova dialektika je običajno predstavljena s tremi elementi oziroma stopnjami razvoja. Prva je teza, ki spodbudi reakcijo, antitezo, katera vsebuje negacijo teze. Rezultat nasprotja med obema je sinteza. 
V delu Logika, na primer, opisuje dialektiko obstoja: obstoj predstavi kot čisti Sein, vendar je le-ta, če ga pogledamo pod drobnogledom, enak Nicht. Ko ugotovimo, da se tisto, kar obstaja, v istem času spreminja v nič, sta Sein in Nicht združena v Desein. 
Za Hegla je bila vsa zgodovina dialektika in vsa večja obdobja so se razvijala po tem modelu. 

## Marx in Engels
Marx in Engels sta sprejela Heglovo dialektiko, vendar sta zavrnila njegov idealizem in konstruktivizem ter tako dialektiko popeljala v novo razsežnost razumevanja, zgodovine in sveta. Po marksističnem razumevanju je dialektika razlaga zakonov gibanja, razvoja narave, družbe (kar je objektivna dialektika), prav tako pa tudi človeškega razmišljanja, ki reflektira to gibanje (subjektivna dialektika).
Trije zakoni dialektike po Friedrichu Engelsu so: 
- Vse (vsak objekt in vsak proces) je narejeno iz nasprotujočih si sil/strani.
- Postopne spremembe vodijo do točke preobrata, kjer eno nasprotje premaga drugo.
- Spremembe se gibljejo v spirali, ne krogu.

Opisuje jih v svoji knjigi Dialektike narave iz leta 1870. Engels je verjel, da je dialektika »zelo preprost proces, ki se odvija povsod in vsak dan, ter ga lahko razume vsak otrok«.
Po njegovem mnenju deluje takole: 
- Vse je narejeno iz nasprotij.
Na primer, Zemlja skuša odleteti od Sonca, toda gravitacija jo obdrži v tirnici. Tako kot predmeti, tudi procesi sprememb potrebujejo nasprotujoče si sile. Sprememba potrebuje gonilno silo, drugače se nič ne premakne. Avtomobil se ne bo premaknil, če ne bomo zagnali motorja. Stvar potrebuje nasprotja, da sploh obstaja. Atoma ne bi bilo, če bi elektroni lahko odleteli proč.
- Postopne spremembe vodijo k točki preobrata.
Dve nasprotujoči si sili se v procesu spremembe prerivata, potiskata. Dokler je ena stran močnejša od druge, je sprememba postopna. Toda ko druga stran postane močnejša, pridemo do preobrata; rojstva, porušitve, odkritja...
- Spremembe se odvijajo v spiralah
Mnogo sprememb se odvija krožno, npr. menjanje dneva/noči, vdiha/izdiha... Dialektika ugovarja, da se ta krožna gibanja ne povrnejo natančno nazaj na mesto začetka, se pravi da ne ustvarijo popolnega kroga. Namesto tega je sprememba razvojna, razvija se v spirali. Za primer, z vsakim izdihom smo samo starejši, tu ni krožnega gibanja.